# A legnagyobb támaszközű függőhidak listája
Ez a lista a világ legnagyobb támaszközű függőhídjait sorolja fel. Mivel jelenleg ezzel a szerkezettípussal lehet a legnagyobb távolságokat áthidalni, a lista elején szereplő hidak egyben a világ legnagyobb támaszközű hídjai is.
(A felsorolás nem tartalmazza a függőhidak ferdekábeles, sem a kötélhídnak nevezett fajtáit!)

| Kép | Helyezés | Név                                                           | Elhelyezkedés                                                   | Pilonok közötti távolság | Teljes Hossz | Átadás ideje |
| --- | -------- | ------------------------------------------------------------- | --------------------------------------------------------------- | ------------------------ | ------------ | ------------ |
|     | 1.       | 1915 Çanakkale híd (a leghosszabb függőhíd 2022-től)          | Törökország, Dardanellák                                        | 2023 m                   | 3563 m       | 2022         |
|     | 2.       | Akasi Kaikjó híd (leghosszabb függőhíd 1998-tól 2022-ig)      | Kóbe − Awaji, Japán                                             | 1991 m                   | 3911 m       | 1998         |
|     | 3.       | Xihoumen-híd                                                  | Zhoushan, Kína                                                  | 1650 m                   | 5,3 km       | 2008         |
|     | 4.       | Nagy-Bælt híd                                                 | Großer Belt, Dánia                                              | 1624 m                   | 2694 m       | 1998         |
|     | 5.       | Osman Gazi híd                                                | Izmit-öböl, Törökország                                         | 1550 m                   | 2682 m       | 2016         |
|     | 6.       | I Szunsin híd                                                 | Joszu, Dél-Korea                                                | 1545 m                   | 2260 m       | 2012         |
|     | 7.       | Runyang-híd                                                   | Csencsiang − Jangcsou, Kína                                     | 1490 m                   |              | 2005         |
|     | 8.       | Negyedik nankingi Jangce-híd                                  | Nanking − Csiangszu, Kína                                       | 1418 m                   | 5437 m       | 2012         |
|     | 9.       | Humber híd (leghosszabb függőhíd 1981–1998 között)            | Barton-upon-Humber − Hessle, Egyesült Királyság                 | 1410 m                   | 2220 m       | 1981         |
|     | 10.      | Vitéz Szelim szultán híd                                      | Isztambul, Törökország                                          | 1408 m                   | 2164 m       | 2016         |
|     | 11.      | Jiangyin híd                                                  | Jiangyin − Jingjiang, Kína                                      | 1385 m                   | kb. 3 km     | 1999         |
|     | 12.      | Tsing-Ma-híd                                                  | Tsing Yi − Ma Wan, Hongkong, Kína                               | 1377 m                   | 2160 m       | 1997         |
|     | 13.      | Hardanger híd                                                 | Hordaland megye, Norvégia                                       | 1310 m                   | 1380 m       | 2013         |
|     | 14.      | Verrazano-Narrows híd (leghosszabb függőhíd 1964–1981 között) | Brooklyn − Staten Island, New York City, USA                    | 1298 m                   | kb. 1,6 km   | 1964         |
|     | 15.      | Golden Gate híd (leghosszabb függőhíd 1937–1964 között)       | San Francisco − Sausalito, Kalifornia, USA                      | 1280 m                   | 2737 m       | 1937         |
|     | 15.      | Yangluo híd                                                   | Vuhan, Kína                                                     | 1280 m                   |              | 2007         |
|     | 16.      | Högakustenbrücke                                              | Härnösand − Kramfors, Svédország                                | 1210 m                   | 1867 m       | 1997         |
|     | 17.      | Longjiang-híd                                                 | Baoshan − Jünnan, Kína                                          | 1196 m                   | 2471 m       | 2016         |
|     | 18.      | Aizhai híd                                                    | Jishou − Hunan, Kína                                            | 1176 m                   | 1534 m       | 2012         |
|     | 19.      | Mackinac híd                                                  | Mackinaw City − St. Ignace, Michigan, USA                       | 1158 m                   | 2626 m       | 1957         |
|     | 20.      | Ulsan híd                                                     | Ulszan, Dél-Korea                                               | 1150 m                   | 2626 m       | 2015         |
|     | 21.      | Qingshui folyó hídja                                          | Kujcsou, Kína                                                   | 1130 m                   | 2188 m       | 2015         |
|     | 22.      | (Déli) Huangpu híd                                            | Kanton − Kuangtung, Kína                                        | 1108 m                   |              | 2008         |
|     | 23.      | Déli Bisan-Seto-híd                                           | Kōjima − Sakaide, Japán                                         | 1100 m                   | 1648 m       | 1988         |
|     | 24.      | Győzedelmes Mehmed szultán híd                                | Isztambul, Törökország                                          | 1090 m                   | 1510 m       | 1988         |
|     | 25.      | Baling folyó hídja                                            | Guanling, Kína                                                  | 1088 m                   | 2237 m       | 2009         |
|     | 26.      | Taizhou híd                                                   | Taizhou − Csiangszu, Kína                                       | 1080 m                   | 2960 m       | 2012         |
|     | 26.      | Ma'anshan híd                                                 | Ma'anshan − Anhuj, Kína                                         | 1080 m                   |              | 2013         |
|     | 28.      | Július 15. vértanúinak hídja (korábban: Boszporusz híd)       | Isztambul, Törökország                                          | 1074 m                   | 1560 m       | 1973         |
|     | 29.      | George Washington híd (leghosszabb függőhíd 1931–1937 között) | Fort Lee (New Jersey) − Manhattan (New York City), USA          | 1067 m                   | 1451 m       | 1931         |
|     | 30.      | Fuma híd                                                      | Wanzhou − Csungking, Kína                                       | 1050 m                   | 2030 m       | 2017         |
|     | 31.      | Harmadik Kurushima Kaikyo híd                                 | Onomichi − Imabari, Japán                                       | 1030 m                   | 1570 m       | 1999         |
|     | 32.      | Második Kurushima Kaikyo híd                                  | Onomichi − Imabari, Japán                                       | 1020 m                   | 1515 m       | 1999         |
|     | 33.      | Április 25. híd                                               | Lisszabon − Almada, Portugália                                  | 1013 m                   | 2277 m       | 1966         |
|     | 34.      | Forth Road híd                                                | Firth of Forth, Egyesült Királyság                              | 1006 m                   |              | 1964         |
|     | 35.      | Északi Bisan-Seto-híd                                         | Kōjima − Sakaide, Japán                                         | 0990 m                   | 1538 m       | 1988         |
|     | 36.      | Severn híd                                                    | Bristolkanal, Egyesült Királyság                                | 0988 m                   | 1597 m       | 1966         |
|     | 37.      | Yichang-híd                                                   | Yichang, Kína                                                   | 0960 m                   | 3150 m       | 1996         |
|     | 38.      | Shimotsui-Seto-híd                                            | Kōjima − Sakaide, Japán                                         | 0940 m                   | 1400 m       | 1988         |
|     | 39.      | Xiling-híd                                                    | Xiling, Kína                                                    | 0900 m                   | 3150 m       | 1996         |
|     | 39.      | Siduhe-híd                                                    | Yesanguan, Kína                                                 | 0900 m                   |              | 2009         |
|     | 41.      | Humen-híd                                                     | Dongguan, Kína                                                  | 0888 m                   | 3618 m       | 1997         |
|     | 42.      | Cuntan híd                                                    | Csungking, Kína                                                 | 0880 m                   |              | 2017         |
|     | 43.      | Naruto-híd                                                    | Awaji − Naruto, Japán                                           | 0876 m                   | 1629 m       | 1985         |
|     | 44.      | Lishui-híd                                                    | Zhangjiajie − Hunan, Kína                                       | 0856 m                   | 1194 m       | 2013         |
|     | 45.      | Tacoma Narrows hidak (Észak)                                  | Tacoma − Gig Harbor, Washington, USA                            | 0853 m                   | 1822 m       | 1950         |
|     | 45.      | Tacoma Narrows hidak (Kelet)                                  | Tacoma − Gig Harbor, Washington, USA                            | 0853 m                   | 1646 m       | 2007         |
|     | 47.      | Askøy-híd                                                     | Bergen – Askøy, Norvégia                                        | 0850 m                   | 1057 m       | 1992         |
|     | 47.      | Yingwuzhou híd                                                | Vuhan − Hupej, Kína                                             | 0850 m                   | 2100 m       | 2014         |
|     | 47.      | Jeokgeum híd                                                  | Ucheon − Jeokgeum, Dél-Csolla, Dél-Korea                        | 0850 m                   | 1340 m       | 2016         |
|     | 50.      | Miaozui híd[forrás?]                                          | Yichang − Hupej, Kína                                           | 0838 m                   |              | 2016         |
|     | 51.      | Nanxi híd[forrás?]                                            | Yibin − Szecsuan, Kína                                          | 0820 m                   |              | 2012         |
|     | 52.      | Qincaobei híd[forrás?]                                        | Lidu − Csungking, Kína                                          | 0788 m                   |              | 2013         |
|     | 53.      | Inoshima-híd                                                  | Onomichi – Imabari, Japán                                       | 0770 m                   | 1339 m       | 1983         |
|     | 54.      | Akinada-híd                                                   | Hirosima, Japán                                                 | 0750 m                   | 1175 m       | 2000         |
|     | 54.      | Semei-híd                                                     | Semei, Kasachstan                                               | 0750 m                   | 1086 m       | 2002         |
|     | 56.      | Carquinez-híd                                                 | Vallejo – Crockett, Kalifornia, USA                             | 0728 m                   | 1056 m       | 2003         |
|     | 57.      | Hakuchō-híd                                                   | Muroran, Japán                                                  | 0720 m                   | 1380 m       | 1998         |
|     | 58.      | Puente de Angostura                                           | Ciudad Bolívar, Venezuela                                       | 0712 m                   | 1679 m       | 1967         |
|     | 58.      | Kammon-híd                                                    | Shimonoseki – Kitakyūshū, Japán                                 | 0712 m                   | 1068 m       | 1973         |
|     | 60.      | Bay híd (Yerba Buena Island bis Verankerung)                  | San Francisco – Oakland, Kalifornia, USA                        | 0704 m                   | 8320 m       | 1936         |
|     | 60.      | Bay híd (San Francisco bis Verankerung)                       | San Francisco – Oakland, Kalifornia, USA                        | 0704 m                   | 8320 m       | 1936         |
|     | 62.      | Bronx-Whitestone híd                                          | Queens – Bronx, New York City, USA                              | 0701 m                   | 8320 m       | 1939         |
|     | 63.      | Storda-híd                                                    | Stord − Føyno, Norvégia                                         | 0677 m                   | 1076 m       | 2001         |
|     | 64.      | Pont Pierre-Laporte                                           | Québec − Lévis, Kanada                                          | 0668 m                   | 1041 m       | 1970         |
|     | 65.      | Delaware Memorial híd I                                       | New Castle (Delaware) − Pennsville (New Jersey), USA            | 0656 m                   | 1113 m       | 1951         |
|     | 65.      | Delaware Memorial híd II                                      | New Castle (Delaware) − Pennsville (New Jersey), USA            | 0656 m                   | 1113 m       | 1968         |
|     | 65.      | Jinshajiang híd II                                            | Hulukouzhen − Szecsuan, Kína                                    | 0656 m                   | 914 m        | 2017         |
|     | 68.      | Haicang-híd                                                   | Xiamen, Kína                                                    | 0648 m                   |              | 1999         |
|     | 69.      | Beipan folyó Hukun autópálya hídja[forrás?]                   | Qinglong megye − Kujcsou, Kína                                  | 0636 m                   |              | 2009         |
|     | 70.      | Puli híd                                                      | Qujing − Jünnan, Kína                                           | 0628 m                   | 1040 m       | 2015         |
|     | 71.      | Gjemnessund-híd                                               | Gjemnes − Bergsøya, Norvégia                                    | 0623 m                   | 1257 m       | 1992         |
|     | 72.      | Yuzui Jangce-híd                                              | Yuzuizhen − Csungking, Kína                                     | 0616 m                   | 1438 m       | 2009         |
|     | 73.      | Walt Whitman híd                                              | Philadelphia (Pennsylvania) − Gloucester City (New Jersey), USA | 0610 m                   | 3652 m       | 1957         |
|     | 74.      | Pont de Tancarville                                           | Tancarville − Marais-Vernier, Haute-Normandie, Franciaország    | 0608 m                   | 960 m        | 1959         |
|     | 75.      | Ny Lillebæltsbro                                              | Kleiner Belt, Dánia                                             | 0600 m                   | 1700 m       | 1970         |
|     | 75.      | Első Kurushima Kaikyo híd                                     | Onomichi − Imabari, Japán                                       | 0600 m                   | 960 m        | 1999         |
|     | 75.      | Egongyan-híd                                                  | Csungking, Kína                                                 | 0600 m                   |              | 2000         |
|     | 75.      | Jijiang híd                                                   | Csungking, Kína                                                 | 0600 m                   | 1897 m       | 2016         |
|     | 79.      | Osterøy-híd                                                   | Osterøy − Bergen, Norvégia                                      | 0595 m                   | 917 m        | 1997         |
|     | 80.      | Zweite Wanxian-híd                                            | Csungking, Kína                                                 | 0580 m                   |              | 2004         |
|     | 81.      | Bømla-híd                                                     | Bømlo − Stord, Norvégia                                         | 0577 m                   | 998 m        | 2001         |
|     | 82.      | Rainbow híd                                                   | Tokió, Japán                                                    | 0570 m                   | 798 m        | 1993         |
|     | 83.      | Ambassador híd (leghosszabb függőhíd 1929–1931 között)        | Detroit, Michigan, USA − Windsor, Ontario, Kanada               | 0564 m                   | 2286 m       | 1929         |
|     | 84.      | Ōshima-híd                                                    | Onomichi − Imabari, Japán                                       | 0560 m                   | 840 m        | 1988         |
|     | 84.      | Zhongxian-híd                                                 | Csungking, Kína                                                 | 0560 m                   |              | 2001         |
|     | 86.      | Throgs Neck híd                                               | Bronx − Queens, New York City, USA                              | 0549 m                   | 888 m        | 1961         |
|     | 87.      | Toyoshima híd                                                 | Hirosima prefektúra, Japán                                      | 0540 m                   | 903 m        | 2008         |
|     | 88.      | Dimuhe híd                                                    | Liupanshui − Kujcsou, Kína                                      | 0538 m                   |              | 2016         |
|     | 89.      | Liujiaxia                                                     | Liujiaxiazhen − Kanszu, Kína                                    | 0536 m                   |              | 2012         |
|     | 90.      | Benjamin Franklin híd (leghosszabb függőhíd 1926–1929 között) | Philadelphia (Pennsylvania) − Camden (New Jersey), USA          | 0533 m                   | 973 m        | 1926         |
|     | 91.      | Skjomen-híd                                                   | Narvik, Norvégia                                                | 0525 m                   | 0711 m       | 1972         |
|     | 91.      | Kvalsund-híd                                                  | Kvalsund – Hammerfest, Norvégia                                 | 0525 m                   | 0741 m       | 1977         |
|     | 93.      | Dalsfjord híd                                                 | Dale – Askvoll − Sogn og Fjordane megye, Norvégia               | 0523 m                   |              | 2013         |
|     | 94.      | Matadi-híd                                                    | Matadi, Dem. Rep. Kongo                                         | 0520 m                   | 722 m        | 1983         |
|     | 95.      | Rheinbrücke Emmerich (leghosszabb függőhíd Németországban)    | Emmerich am Rhein – Kleve, Németország                          | 0500 m                   | 803 m        | 1965         |
|     | 95.      | Dazi-híd                                                      | Dazi, Kína                                                      | 0500 m                   |              | 1984         |
|     | 95.      | Gwang-An-híd                                                  | Busan, Südkorea                                                 | 0500 m                   | 900 m        | 2002         |
|     | 98.      | Bear Mountain híd (leghosszabb függőhíd 1924–1926 között)     | Peekskill (New York), USA                                       | 0497 m                   | 687 m        | 1924         |
|     | 99.      | Williamsburg híd (leghosszabb függőhíd 1903–1924 között)      | Manhattan – Brooklyn, New York City, USA                        | 0488 m                   | 2227 m       | 1903         |
|     | 99.      | Chesapeake Bay híd I                                          | Chesapeake Bay, Maryland, USA                                   | 0488 m                   | 5946 m       | 1952         |
|     | 99.      | Claiborne Pell Newport híd                                    | Newport – Jamestown, Rhode Island, USA                          | 0488 m                   | 3428 m       | 1969         |
|     | 99.      | Chesapeake Bay híd II                                         | Chesapeake Bay, Maryland, USA                                   | 0488 m                   | 5946 m       | 1973         |
|     | 103.     | Brooklyn híd (leghosszabb függőhíd 1883–1903 között)          | Manhattan – Brooklyn, New York City, USA                        | 0486 m                   | 1834 m       | 1883         |
|     | 104.     | Lions Gate híd                                                | Vancouver – North Vancouver, Brit Columbia, Kanada              | 0473 m                   | 1517 m       | 1938         |
|     | 105.     | Sotra-híd                                                     | Bergen – Sotra, Norvégia                                        | 0468 m                   | 1236 m       | 1971         |
|     | 106.     | Hirado-híd                                                    | Hirado, Japán                                                   | 0460 m                   | 665 m        | 1977         |
|     | 107.     | Vincent Thomas híd                                            | Los Angeles, USA                                                | 0457 m                   | 1847 m       | 1963         |
|     | 108.     | Mid-Hudson híd                                                | Poughkeepsie (New York), USA                                    | 0456 m                   | 914 m        | 1930         |
|     | 109.     | Shantou-híd                                                   | Shantou, Kína                                                   | 0452 m                   | 2420 m       | 1996         |
|     | 110.     | Fengdu-híd                                                    | Szecsuan, Kína                                                  | 0450 m                   |              | 1996         |
|     | 111.     | Manhattan híd                                                 | Manhattan – Brooklyn, New York City, USA                        | 0448 m                   | 2089 m       | 1909         |
|     | 112.     | Lysefjord-híd                                                 | Forsand, Norvégia                                               | 0446 m                   | 639 m        | 1997         |
|     | 113.     | Angus L. Macdonald híd                                        | Halifax, Új-Skócia, Kanada                                      | 0441 m                   | kb. 1,3 km   | 1955         |
|     | 114.     | A. Murray MacKay híd                                          | Halifax, Nova Scotia, Kanada                                    | 0427 m                   | kb. 1,2 km   | 1970         |
|     | 115.     | Triborough híd                                                | Manhattan – Bronx – Queens, New York City, USA                  | 0421 m                   | 847 m        | 1936         |
|     | 116.     | Älvsborgsbron                                                 | Göteborg, Svédország                                            | 0417 m                   | 933 m        | 1966         |
|     | 117.     | Namhae-híd                                                    | Hadong – Namhae, Südkorea                                       | 0404 m                   |              | 1973         |
|     | 118.     | Pont d’Aquitaine                                              | Bordeaux, Franciaország                                         | 0394 m                   | 1767 m       | 1967         |
|     | 119.     | Rheinbrücke Köln-Rodenkirchen                                 | Köln-Rodenkirchen, Németország                                  | 0378 m                   | 567 m        | 1954         |
|     | 120.     | St. Johns híd                                                 | Portland, Oregon, USA                                           | 0368 m                   | 630 m        | 1931         |
|     | 121.     | Wakato-híd                                                    | Kitakyūshū, Japán                                               | 0367 m                   | 545 m        | 1962         |
|     | 122.     | Mount Hope híd                                                | Portsmouth – Bristol, Rhode Island, USA                         | 0366 m                   | 1868 m       | 1929         |
|     | 123.     | Ogdensburg-Prescott International híd                         | Ogdensburg (New York), USA – Prescott (Ontario), Kanada         | 0351 m                   |              | 1960         |
|     | 124.     | Hercílio-Luz-híd                                              | Florianópolis – Santa Catarina, Brazília                        | 0340 m                   | 820 m        | 1926         |
|     | 125.     | Bidwell Bar híd                                               | Oroville (Kalifornia), USA                                      | 0338 m                   |              | 1965         |
|     | 126.     | Varodd-híd                                                    | Kristiansand, Norvégia                                          | 0337 m                   | 0618 m       | 1956         |
|     | 127.     | Tamar-híd                                                     | Plymouth – Saltash, Egyesült Királyság                          | 0335 m                   |              | 1961         |
|     | 127.     | Fedafjord-híd                                                 | Feda, Norvégia                                                  | 0335 m                   |              | 2006         |
|     | 129.     | Deer Isle híd                                                 | Penobscot Bay (Maine), USA                                      | 0329 m                   |              | 1939         |